# Goats Head Soup
Goats Head Soup è un album in studio del gruppo rock britannico dei Rolling Stones, pubblicato nel 1973 per la loro etichetta Rolling Stones Records; è l'undicesimo della discografia inglese e il tredicesimo di quella statunitense.
Come fatto in occasione del suo predecessore, Exile on Main St., la band compose e registrò gran parte del materiale che costituisce l'album fuori dal Regno Unito per motivi di natura fiscale.
Goats Head Soup fu registrato tra Giamaica, Stati Uniti d'America e Gran Bretagna mentre rifinitura e missaggio furono effettuati nei Paesi Bassi e in Inghilterra. L'album è costituito da 10 tracce, tutte composte da Mick Jagger e Keith Richards; ne venne tratto un singolo, Angie, che raggiunse la vetta della classifica statunitense.
L'album fu l'ultimo ad essere prodotto da Jimmy Miller che, a partire dal 1968, era stato fondamentale nel definire il sound degli Stones.

## Storia
Prodotto da Jimmy Miller, l'album fu pubblicato in Inghilterra il 31 agosto e in USA il 12 settembre del 1973. Raggiunse il numero 1 sia nella classifica inglese, sia in quella statunitense, rimanendovi rispettivamente per due e quattro settimane.

## Copertina e titolo
La fotografia di copertina è opera di David Bailey. Il design era stato ideato da Ray Lawrence, ma Jagger era riluttante nel farsi fotografare avvolto da un velo rosa di chiffon, che Bailey aveva detto doveva farlo sembrare come Katharine Hepburn in La regina d'Africa.

## Registrazione
L'album è stato registrato in Giamaica, presso i Dynamic Sound Studios di Kingston. Nel novembre 1972 la band si trasferì a Kingston. Nel 2002 Keith Richards disse: «La Giamaica era uno di quei pochi posti che ci avrebbero fatto entrare tutti! A quel tempo l'unico Paese nel quale mi era permesso di entrare era la Svizzera, che era dannatamente noioso per me, almeno per il primo anno, perché non mi piaceva sciare ... Nove Paesi mi hanno cacciato, grazie molte, quindi era una questione di come tenere insieme questa cosa... »
Del processo di registrazione, Marshall Chess, all'epoca presidente della Rolling Stones Records, riferì nel 2002: «Avevamo l'abitudine di prenotare studi per un mese, 24 ore al giorno, in modo che la band potesse mantenere lo stesso set-up e sviluppare le loro canzoni in modo libero, iniziando con alcuni testi e ritmi, jammando e provando mentre mettevamo a posto il suono. Mi ha stupito, come un novellino, che gli Stones non avessero suonato insieme per sei o otto mesi, ma nel giro di un'ora di jam session, la sinergia che è la loro forza sarebbe entrata in gioco... ».
Circa l'influenza ambientale dell'isola durante le sedute di registrazione, Richards dichiarò: «L'album stesso non ha impiegato molto tempo, ma abbiamo registrato un sacco di tracce. Non c'erano solo giamaicani coinvolti, ma anche percussionisti che provenivano da luoghi come la Guyana, un gruppo itinerante di ragazzi che lavoravano negli studi. Era interessante suonare in un'atmosfera completamente diversa. Mikey Chung, l'ingegnere dei Dynamic, per esempio, era cinese - ti rendi conto di quanto la Giamaica sia un ambiente multietnico».
La prima traccia ad essere registrata ai Dynamic fu Winter, brano composto da Mick Jagger strimpellando la chitarra in studio. Scritto da Mick Jagger & Keith Richards, il testo di Doo Doo Doo Doo Doo (Heartbreaker) si riferisce a due storie di cruda violenza urbana: la prima racconta di un agente della polizia di New York che spara ad un ragazzo scambiandolo per un rapinatore di banca, mentre la seconda tratta di una ragazzina di dieci anni che muore in uno squallido vicolo per overdose di droga. La canzone Star Star era originariamente intitolata Starfucker, ma la Atlantic Records nella persona del presidente Ahmet Ertegün (la Atlantic distribuiva i dischi della Rolling Stones Records) insistette affinché venisse cambiato perché era troppo volgare. Silver Train era un brano che risaliva a delle sessioni precedenti effettuate dal gruppo presso gli Olimpic Studios di Londra, del quale la reinterpretazione da parte del bluesman albino Johnny Winter era uscita prima della versione degli Stones. Il brano Angie fu scelto come primo singolo anche se la Atlantic Records avrebbe preferito qualcosa come Brown Sugar rispetto a una ballata sentimentale". Anche se circolò la voce che la "Angie" del titolo fosse Angela, la prima moglie di David Bowie, Jagger e Richards negarono ripetutamente la cosa. Nel 1993, Richards, nelle note interne della compilation Jump Back: The Best of The Rolling Stones, scrisse che il titolo gli era stato ispirato dalla figlioletta, Dandelion Angela. Tuttavia, nella sua autobiografia del 2010 Life, Richards negò quanto detto in precedenza, dicendo di aver scelto il titolo della canzone ancor prima di sapere il sesso del nascituro: «Mi venne solo in mente Angie, Angie. Non si riferiva a una persona in particolare; era solo un nome, come ohhh, Diana. Non sapevo che Angela si sarebbe chiamata Angela quando scrissi Angie. A quei tempi non sapevi di che sesso sarebbe stato il tuo bambino fino a quando non nasceva. In effetti, Anita l'ha chiamata Dandelion. Le è stato dato il nome aggiunto Angela solo perché è nata in un ospedale cattolico dove hanno insistito affinché fosse aggiunto un nome "proprio"». Secondo NME, il testo del brano scritto da Jagger sarebbe ispirato alla fine della sua relazione con Marianne Faithfull.
Oltre ai membri ufficiali degli Stones, altri musicisti che apparvero in Goats Head Soup includono Billy Preston, Nicky Hopkins, Bobby Keys, Jim Price e Ian Stewart.
La lavorazione dell'album terminò nel gennaio 1973 a Los Angeles e nel maggio seguente presso gli Island Recording Studios di Londra.

## Pubblicazione
Preceduto dal singolo Angie, rivelatosi un successo da primo posto in classifica negli Stati Uniti e una hit a livello mondiale, Goats Head Soup venne pubblicato alla fine di agosto 1973. L'album conquistò la vetta della classifica sia in Gran Bretagna sia in Nord America. Poco tempo dopo ebbe inizio il 1973 European Tour dei Rolling Stones, durante il quale furono suonati quattro brani estratti dal nuovo album: Doo Doo Doo Doo Doo (Heartbreaker), Star Star, Dancing with Mr D, e Angie. Il popolare bootleg Brussels Affair fu registrato durante questa tournée.
Nel 1994 Goat's Head Soup è stato rimasterizzato e ripubblicato dalla Virgin Records, e una seconda volta nel 2009 dalla Universal Music. Le prime copie della ristampa del 2009 includevano la versione censurata del brano Star Star che era presente nell'edizione originale del vinile statunitense, ma non nella versione CD del 1994 della Virgin; le successive stampe contengono la versione integrale della canzone non censurata.
L'album è stato ristampato ancora nel 2011 dalla Universal Music Enterprises in formato SHM-SACD solo per il mercato giapponese.
Il 4 settembre 2020 è uscita una ulteriore ristampa contenente alcune bonus track mai pubblicate prima come Criss Cross, Scarlet (con Jimmi Page) e All the Rage. Per questa occasione l'album è ritornato in vetta alla classifica britannica, 47 anni dopo la sua prima uscita, e reso i Rolling Stones la prima band nella storia a piazzare alla posizione numero uno un album in sei differenti decenni.

## Accoglienza
| Recensione                           | Giudizio   |
| ------------------------------------ | ---------- |
| AllMusic                             | [ 24 ]     |
| Christgau's Record Guide             | B          |
| The Great Rock Discography           | [ 26 ]     |
| MusicHound                           | [ 27 ]     |
| NME                                  | [ 28 ]     |
| Onda Rock                            | [ 29 ]     |
| Q                                    | [ 28 ]     |
| The Rolling Stone Album Guide        | [ 30 ]     |
| Stylus                               | favorevole |
| Virgin Encyclopedia of Popular Music | [ 26 ]     |

L'album fu accolto da giudizi contrastanti da parte dei critici all'epoca della sua pubblicazione. Bud Scoppa definì l'album "una delle esperienze musicali più ricche dell'anno" sulla rivista Rolling Stone, mentre invece Lester Bangs derise il disco sulla rivista Creem, scrivendo: "provo tristezza per gli Stones ora, perché equivalgono a un così enorme: "E allora?". La tristezza arriva quando si giudica non solo un album, ma l'intero senso che stanno trasmettendo ora rispetto a ciò che un tempo significavano... ".
Stephen Thomas Erlewine  scrisse che: "Uscendo da quella che forse è la maggiore serie vincente della storia del rock, gli Stones scivolarono nella decadenza e negli eccessi del rock con Goats Head Soup... Qui è dove l'immagine degli Stones cominciò a eclissare i loro traguardi artistici, mentre Mick si perdeva nel jet-set e Keith precipitava nel tunnel dell'eroina, ed è possibile sentire lo spostarsi del gruppo in entrambe le direzioni in Goats Head Soup, a volte nella stessa canzone".
Le sedute di registrazione di Goats Head Soup produssero molte outtakes. Due di queste — Tops e Waiting on a Friend — sarebbero riapparse in Tattoo You nel 1981, e vedono Mick Taylor alla chitarra; Through the Lonely Nights divenne la B-side del 45 giri It's Only Rock 'n Roll (But I Like It) e fu pubblicata su CD per la prima volta nel 2005 all'interno della compilation Rarities 1971-2003.

## Tracce
Tutte le canzoni sono di Mick Jagger e Keith Richards.
1. Dancing with Mr. D – 4:53
2. 100 Years Ago – 3:59
3. Coming Down Again – 5:54
4. Doo Doo Doo Doo Doo (Heartbreaker) – 3:27
5. Angie – 4:33
6. Silver Train – 4:27
7. Hide Your Love – 4:12
8. Winter – 5:31
9. Can You Hear the Music? – 5:31
10. Star Star – 4:25

## Formazione
The Rolling Stones
- Mick Jagger - voce, cori, chitarra, armonica a bocca e pianoforte
- Keith Richards - chitarra, cori, voce e basso
- Mick Taylor - chitarra, basso, cori
- Charlie Watts - batteria
- Bill Wyman - basso

Altri musicisti
- Nicky Hopkins - piano
- Billy Preston - piano, clavinet
- Ian Stewart - piano
- Bobby Keys - sax tenore e baritono
- Jim Horn - sax alto
- Jim Price - arrangiamento sezione fiati
- Chuck Findley - tromba
- Jimmy Miller - percussioni
- Pascal - percussioni
- Rebop - percussioni

## Classifiche

### Classifiche settimanali
| Classifica (1973) | Posizione massima |
| ----------------- | ----------------- |
| Australia         | 1                 |
| Austria           | 1                 |
| Canada            | 1                 |
| Francia           | 1                 |
| Germania          | 2                 |
| Italia            | 8                 |
| Norvegia          | 1                 |
| Paesi Bassi       | 1                 |
| Portogallo        | 7                 |
| Regno Unito       | 1                 |
| Spagna            | 1                 |
| Stati Uniti       | 1                 |
| Svezia            | 8                 |
| Svizzera          | 3                 |

### Classifiche di fine anno
| Classifica (1973) | Posizione |
| ----------------- | --------- |
| Australia         | 17        |
| Francia           | 13        |
| Italia            | 19        |
| Paesi Bassi       | 12        |
| Regno Unito       | 18        |
| Classifica (1974) | Posizione |
| Stati Uniti       | 84        |

### Riedizione del 2020
| Classifica (2020) | Posizione massima |
| ----------------- | ----------------- |
| Regno Unito       | 1                 |